# AV1 (codec)
Pour les articles homonymes, voir AV1.
AV1 est un codec vidéo ouvert et sans redevance créé en 2018 et conçu pour la diffusion de flux vidéo sur Internet et réseaux IP comme successeur de VP9.

## Historique
En septembre 2015, Amazon, Cisco, Google, Intel Corporation, Microsoft, Mozilla Foundation, et Netflix créent l’Alliance for Open Media dans le but de développer un format vidéo ouvert et gratuit, en réponse au H.265/HEVC. Plusieurs autres acteurs du web rejoignent l'alliance dont VideoLAN (qui édite VLC) et Facebook. Le 28 mars 2018, AOMedia, l’Alliance for Open Media, annonce la publication officielle de la spécification AV1 (AOMedia Video Codec), en partie basée sur le codec Daala de la fondation Mozilla.
La fondation Mozilla et Bitmovin mettent en ligne fin mars 2018 une démo vidéo utilisant le codec AV1, accessible uniquement pour la version Nightly de Firefox.
En septembre 2018, les premières vidéos en AV1 commencent à être disponibles sur YouTube.
En avril 2019, Intel et Netflix annoncent qu'ils travaillent sur le codec vidéo SVT-AV1 (pour Scalable Video Technology for AV1) afin de rendre le standard AV1 viable sur le plan commercial. Le nouveau codec vidéo haute performance est disponible en open source et libre de droits pour les créateurs de contenu, les développeurs et les fournisseurs de services.
En juin 2019, Vimeo annonce mettre à disposition ses premières vidéos en AV1. En septembre de la même année, YouTube annonce utiliser le nouveau codec en version bêta pour certains contenus. Puis en février 2020, Netflix utilise le codec pour les flux vidéos envoyés aux terminaux Android .

## Descriptif
Il peut atteindre un taux de compression supérieur de 30 à 40 % en moyenne à VP9 et H.265/HEVC et supérieur de 50 % à H.264,, le codec vidéo le plus répandu pour le streaming en 2019. AV1 permet donc de diviser par deux l’utilisation de la bande passante par rapport au H.264 mais, en contrepartie, l'implémentation de référence (libaom) consomme nettement plus de ressources de calcul que VP9 et H.264, tant pour le codage que pour le décodage. Néanmoins, le développement de libaom a privilégié la correction et l’exhaustivité vis-à-vis du standard, au détriment de l’efficacité ; d’autres implémentations améliorent significativement les performances.
Ce codec vidéo est aussi une initiative dans la lutte des « géants du net » contre les groupements d'experts établissant des standards propriétaires, notamment le H.265/HEVC, développé par le MPEG, le Video Coding Experts Group (en) et l'UIT-T. Le problème vient de la complexité d'utiliser ou d'indiquer le support de ces standards propriétaires : nécessité de rejoindre des patent pool, risque de poursuites judiciaires… même si l'entreprise Velos Media émet des doutes sur la gratuité et la liberté d'usage d'AV1, affirmant que le codec VP9, également au format ouvert, utiliserait des technologies dont les brevets n'appartiennent pas à l'Alliance for Open Media.

## Adoption
L'AV1 devrait être pris en charge en 2019 par tous les navigateurs internet et en 2020 par tous les processeurs.

### Par les fournisseurs de contenu
YouTube met en ligne les premières vidéos lisibles avec AV1 en septembre 2018.
Vimeo publie ses premières vidéos AV1 en juin 2019.
Netflix annonce en février 2020 la première expérimentation d'AV1 sur son application mobile pour Android uniquement, se basant sur dav1d et ffmpeg.
Twitch souhaite diffuser les premiers contenus AV1 vers 2022 ou 2023, puis pendant un certain temps voir cohabiter H.264 et AV1, avant de tout basculer vers AV1 en 2024 ou 2025. À cette date, tous les appareils de moins de cinq ans supporteront en effet AV1.
Facebook commence à utiliser AV1 en avril 2018.
En novembre 2021, Netflix annonce la disponibilité du codec pour les téléviseurs compatibles et la Playstation 4 Pro.

### Par les logiciels
Les navigateurs Microsoft Edge, Mozilla Firefox, Google Chrome et Opera Browser supportent AV1.
- Edge à partir de la version 17, disponible en avril 2018[25].
- Chrome à partir de la version 70, disponible en octobre 2018[26].
- Firefox à partir de sa version 65, disponible en janvier 2019[27].
- Chrome pour Android à partir de la version 101
- Opera Mobile à partir de la version 64
- Android Browser à partir de la version 101
- Samsung Internet à partir de la version 16

Microsoft annonce en octobre 2020 le support de l'accélération matérielle dans Windows 10, en utilisant les puces Intel de technologie Tiger Lake, Nvidia de la série 30 ou AMD de la série Radeon RX 6000. Ces puces sont cependant rares et récentes.
AV1 est supporté par Android à partir d'Android Q.
Selon Can I use, en juin 2021, AV1 est accepté par la plupart des navigateurs d'ordinateurs et par quelques navigateurs mobiles.
AV1 aurait dû être implémenté avec Safari 16.4, mais l'implémentation du codec a disparu des nouveautés au fil des versions bêta.

### Implémentations logicielles
L'implémentation de référence est libaom. L'implémentation dav1d a été créée par les équipes de VideoLAN et ffmpeg, et dévoilée en octobre 2018. Firefox 67 est passé de libaom à dav1d en mai 2019. Il existe également l'implémentation GAV1 de Google, mais elle est 2 à 4 fois plus lente que dav1d 0.7 sur processeur ARM (utilisé principalement sur les plateformes mobiles). Xiph.org a également créé rav1e, un codeur écrit en langage Rust, décrit par ses auteurs comme le plus rapide et fiable des codeurs AV1, suffisamment rapide pour les flux WebRTC temps réels.

### Implémentations matérielles
La puce Dimensity de MediaTek est la première puce à implémenter un décodeur matériel de l'AV1 pour profiter de la lecture avec accélération matérielle de ce standard. A l'opposé de cette initiative, les fabricants Qualcomm et Samsung ne proposent pas de puce compatible et continuent de soutenir un codec non libre sous licence payante.
[réf. nécessaire]
- puces Intel 5th/AMD utilisant les instructions SSE AVX2

Nvidia supporte l'accélération matérielle à partir des GeForce RTX série 30 (en), AMD à partir des Radeon RX 6000, Intel à partir des Tiger Lake.
- la puce M3 d'Apple[40].

## Licence et brevets logiciels
Le standard AV1 est open-source. Les règles prévoient un retrait des droits d'utilisation pour toute entreprise qui attaquerait AV1 pour violation de brevet, ainsi que la mise en place d'un fonds de défense judiciaire.
En mars 2019, l'entreprise luxembourgeoise Sisvel annonce la mise en place de deux patent pools pour les brevets d'AV1. Cependant, Sisvel ne donne aucune liste des brevets concernés.

## Format de fichier image AVIF
Le codec AV1 peut également être utilisé pour coder des images à l'aide du format AVIF.